# اموتیکون ;)
اموتیکون ;) یک فیلم به کارگردانی لیویا د پائولیس است که در سال ۲۰۱۴ منتشر شد.

## بازیگران
- لیویا د پائولیس
- مایکل کریستوفر
- کارول کین
- کریستین ابرسول
- سونیا براگا
- دفنی روبین-وگا
- دایان گررو